# Municipio de Manheim (condado de York)
El municipio de Manheim (en inglés: Manheim Township) es un municipio ubicado en el condado de York en el estado estadounidense de Pensilvania. En el año 2000 tenía una población de 3,119 habitantes y una densidad poblacional de 55 personas por km².

## Geografía
El municipio de Manheim se encuentra ubicado en las coordenadas 39°44′30″N 76°52′59″O / 39.74167, -76.88306.

## Demografía
Según la Oficina del Censo en 2000 los ingresos medios por hogar en la localidad eran de $57,407 y los ingresos medios por familia eran $60,912. Los hombres tenían unos ingresos medios de $39,899 frente a los $24,408 para las mujeres. La renta per cápita para la localidad era de $22,652. Alrededor del 4,2% de la población estaban por debajo del umbral de pobreza.